# Sangkunur
Sangkunur is een bestuurslaag in het regentschap Tapanuli Selatan van de provincie Noord-Sumatra, Indonesië. Sangkunur telt 4726 inwoners (volkstelling 2010).